# اولدزموبیل گلدن راکت
اولدزموبیل گلدن راکت (انگلیسی: Oldsmobile Golden Rocket) یک خودروی مفهومی دونفره بود که در سال ۱۹۵۶ میلادی توسط شرکت جنرال موتورز معرفی گردید.